# Saint-Daunès
Saint-Daunès ist eine Ortschaft und eine Commune déléguée in der französischen Gemeinde Barguelonne-en-Quercy mit 227 Einwohnern (Stand 1. Januar 2022) im Département Lot in der Region Okzitanien. Der Ort gehörte zum Arrondissement Cahors und zum Kanton Luzech.
Der Erlass vom 28. September 2018 legte mit Wirkung zum 1. Januar 2019 die Eingliederung von Saint-Daunès als Commune déléguée zusammen mit den früheren Gemeinden Bagat-en-Quercy und Saint-Pantaléon zur Commune nouvelle Barguelonne-en-Quercy fest. Der Verwaltungssitz befindet sich in Saint-Daunès.
Die Einwohner werden Saint-Daunésiens und Saint-Daunésiennes genannt.

## Geographie
Saint-Daunès liegt circa 20 km südwestlich von Cahors im Gebiet Quercy Blanc der historischen Provinz Quercy am südwestlichen Rand des Départements.
Umgeben wird Saint-Daunès von zwei Nachbargemeinden und zwei Communes déléguées von Barguelonne-en-Quercy:
|                         | Bagat-en-Quercy (Barguelonne-en-Quercy)     |                                         |
|                         | Kompassrose, die auf Nachbargemeinden zeigt | Saint-Pantaléon (Barguelonne-en-Quercy) |
| Montcuq-en-Quercy-Blanc |                                             | Lendou-en-Quercy                        |

Saint-Daunès liegt im Einzugsgebiet des Flusses Garonne am rechten Ufer der Petite Barguelonne, einem Nebenfluss der Barguelonne.

## Geschichte
Zahlreiche Überbleibsel aus der gallorömischen Zeit, darunter von einer Villa konnten dieser Epoche zugeordnet werden.

## Einwohnerentwicklung
Nach Beginn der Aufzeichnungen stieg die Einwohnerzahl bis zur ersten Hälfte des 19. Jahrhunderts auf einen Höchststand von rund 580. In der Folgezeit sank die Größe der Gemeinde bei kurzen Erholungsphasen bis zu den 1990er Jahren auf 200 Einwohner, bevor sie sich auf einem Niveau von rund 220 Einwohnern stabilisierte.
| Jahr      | 1962 | 1968 | 1975 | 1982 | 1990 | 1999 | 2006 | 2011 | 2022 |
| --------- | ---- | ---- | ---- | ---- | ---- | ---- | ---- | ---- | ---- |
| Einwohner | 266  | 254  | 238  | 234  | 200  | 205  | 225  | 211  | 227  |

## Sehenswürdigkeiten

### PfarrkircheSaint-Denis
Sie wurde in den Jahren 1888 bis 1889 als Ersatz für die frühere Kirche aus dem Ende des 12. oder dem Beginn des 13. Jahrhunderts errichtet. Von dem ursprünglichen Bau blieb ein Teil der Seitenwände des Langhauses erhalten. Am Eingang befinden sich beachtenswerte Motive auf den Kapitellen, die möglicherweise Jagdszenen darstellen. Die Glasfenster sind vom Glasmaler Gustave Pierre Dagrant aus Bordeaux signiert und auf das Jahr 1889 datiert. Ein Dachreiter ragt auf dem Dach empor. Er besitzt die Form von Arkaden mit zwei Öffnungen für die Glocken. Die Decke des Kirchenschiffs ist mit einem falschen Kreuzrippengewölbe versehen. Zwei Statuen aus dem 18. Jahrhundert sind seit dem 14. Juni 1982 als Monument historique eingeschrieben. Sie sind aus Holz polychrom bemalt und sind Darstellungen des Ludwig des Heiligen und Jakobus des Älteren. Ebenso sind zwei Ölgemälde aus dem 17. und dem späten 19. Jahrhundert seit dem 20. Oktober 1980 jeweils als Monument historique eingeschrieben. Sie zeigen die Heilige Familie bzw. die Kreuzigungsszene.

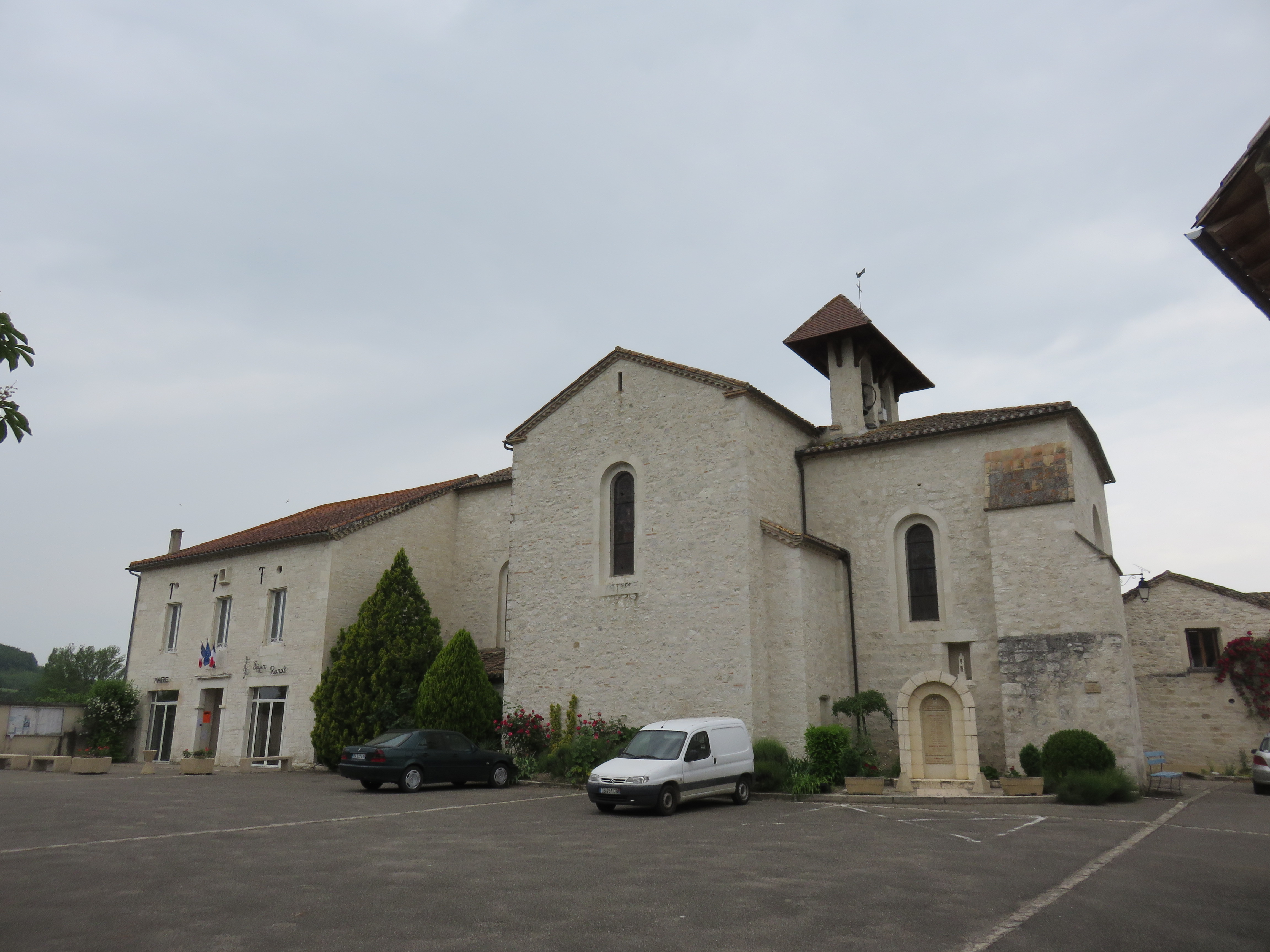
Pfarrkirche Saint-Denis
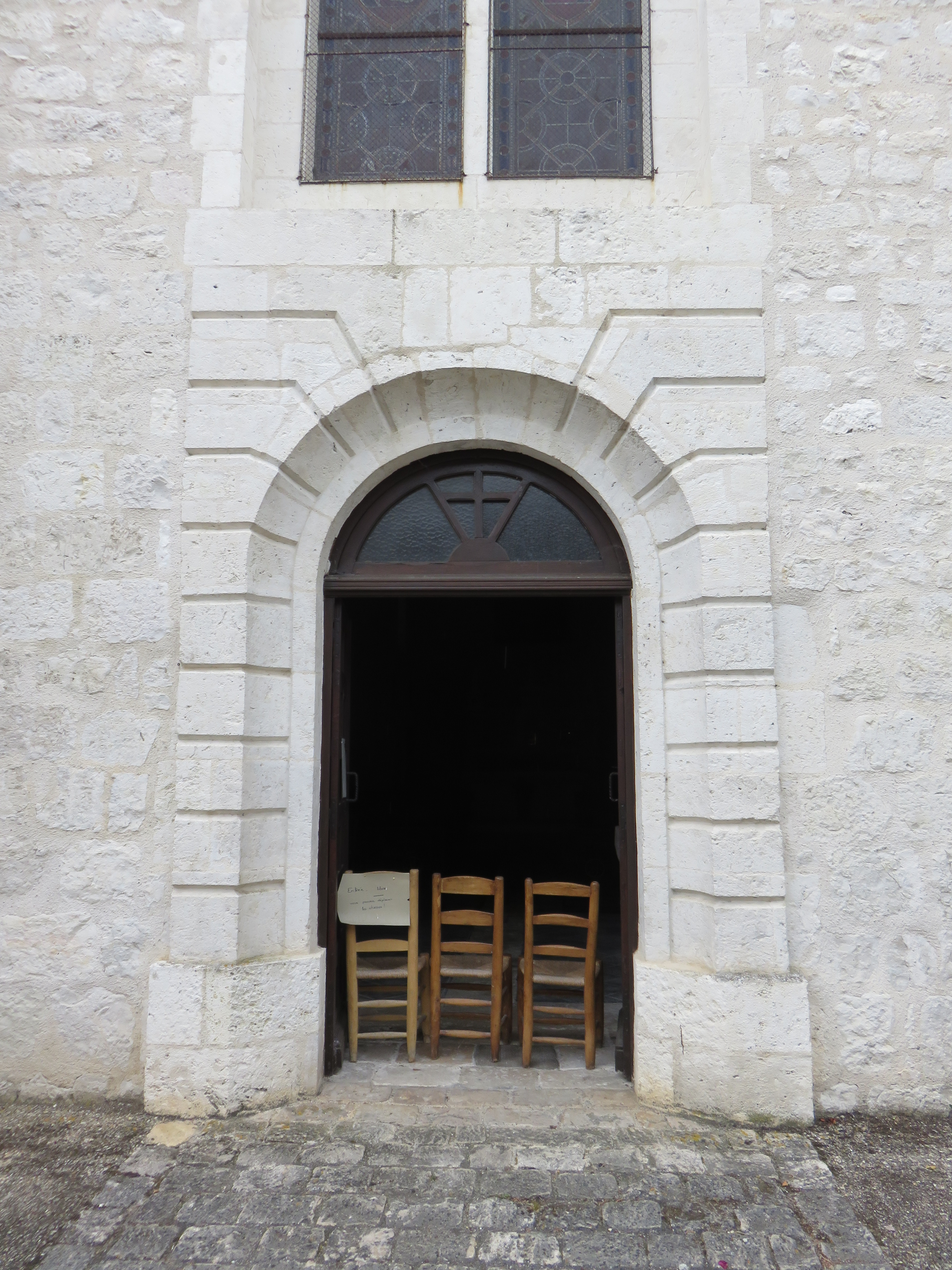
Eingangsportal
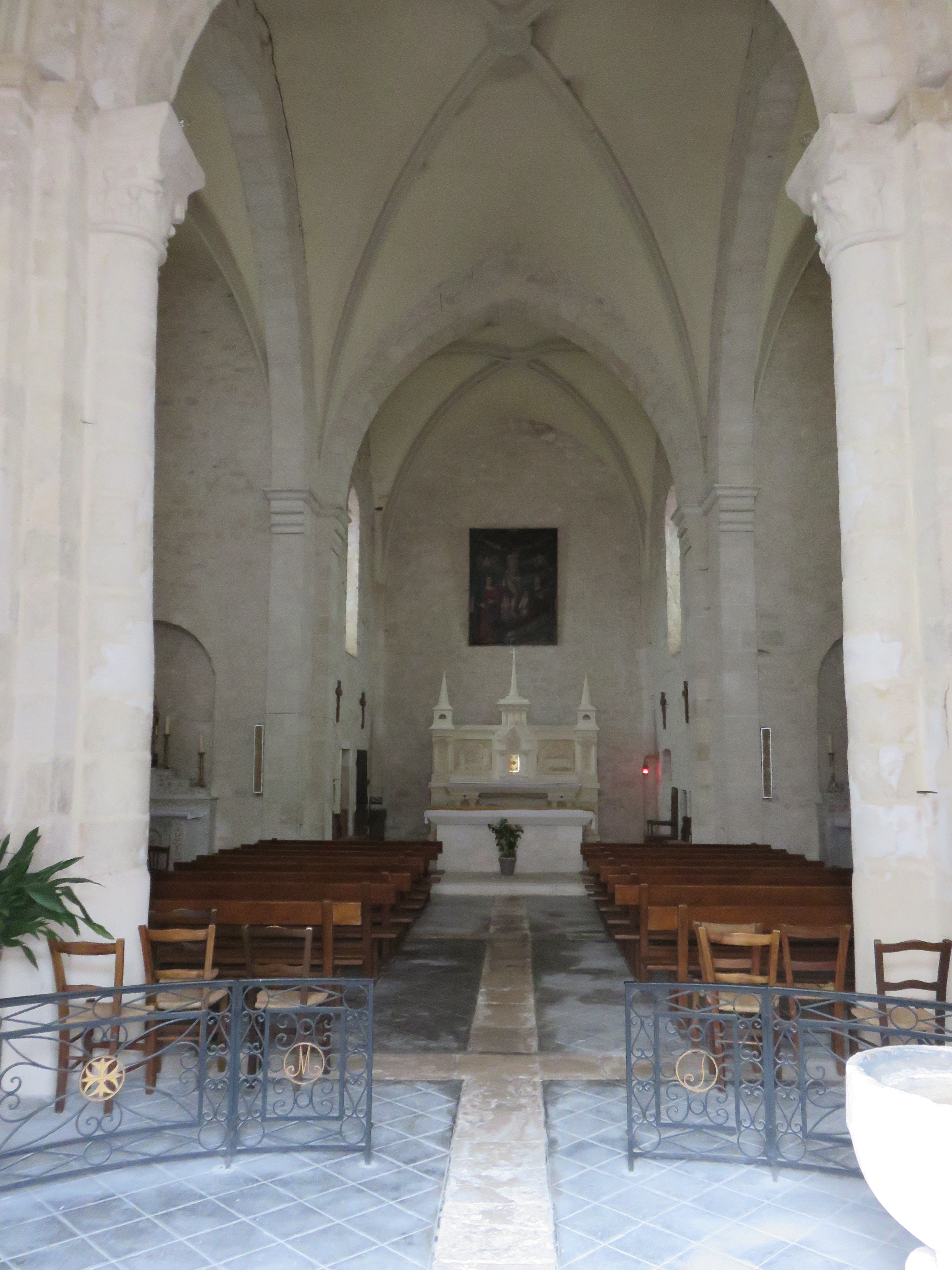
Blick auf den Chor

### Schloss Haumont
Nach C. Didon (1996) besitzt der Keller des Schlosses ein Gewölbe, das auf das 16. Jahrhundert datiert werden kann. Das Gebäude erscheint zu einem großen Teil im 17. Jahrhundert neu gebaut worden zu sein, wie an der Jahreszahl „1666“ abgeleitet werden kann, die auf einem bildhauerisch bearbeiteten Stein über dem Eingang des Wohntrakts zu sehen ist. Auf diesem Stein ist außerdem ein nicht identifizierbares Wappen zu erkennen. Die Schlosskapelle ist in der ersten Hälfte des 19. Jahrhunderts wiederhergestellt worden, wie eine Inschrift über dem Eingang belegt.

## Sport
Im Jahr 2022 führte die Tour de France bei ihrer 109. Austragung auf der 19. Etappe durch die Ortschaft Saint-Daunès. Auf der D45 wurde an der Côte de Saint-Daunès (267 m) eine Bergwertung der 4. Kategorie abgenommen. Sieger der Bergwertung war der US-Amerikaner Quinn Simmons.